# Flota de Indias

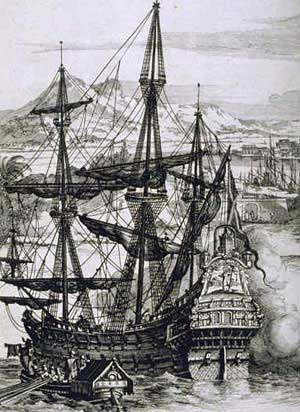
"Galeón Español" de Alberto Durero.

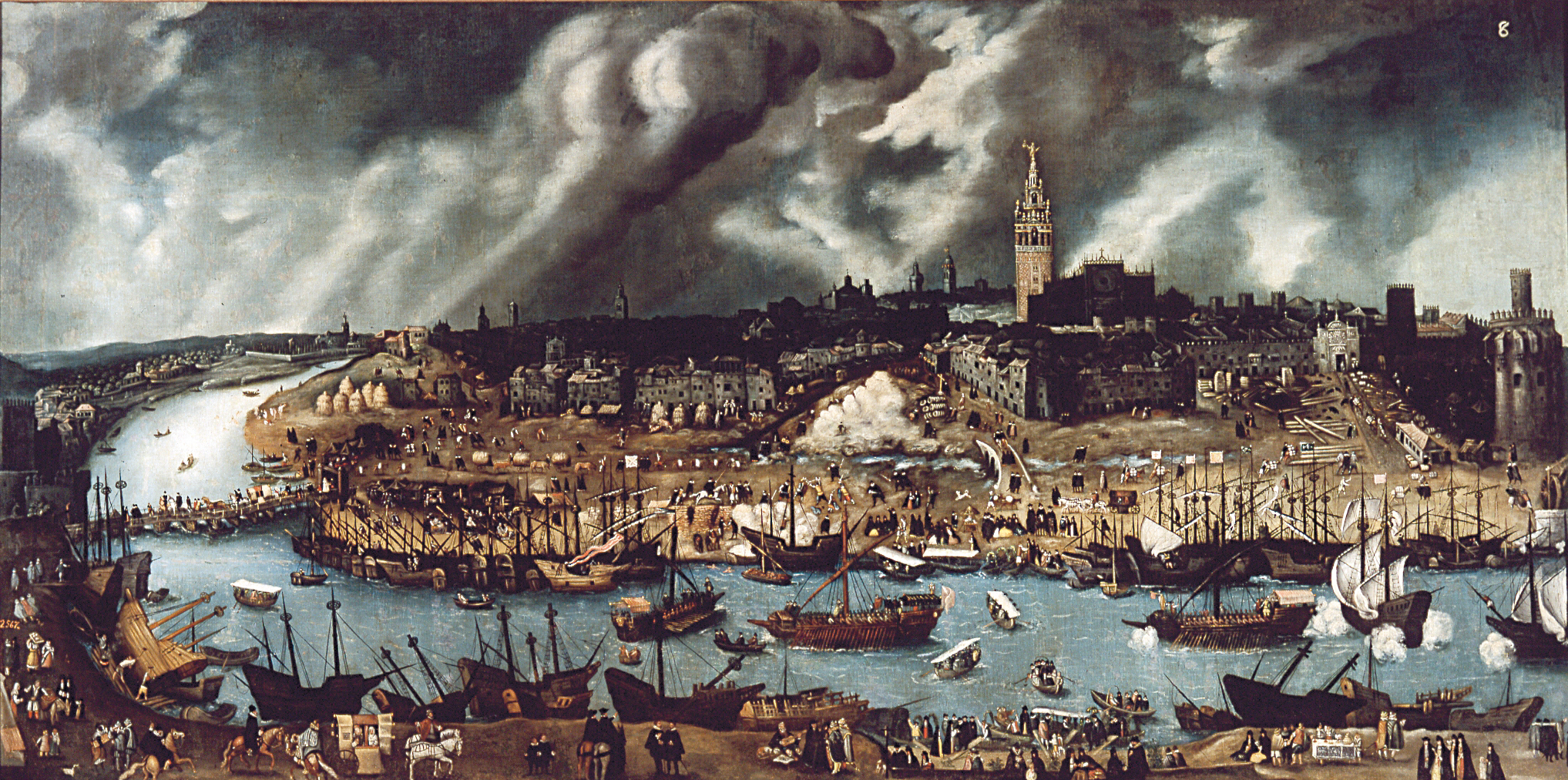
Sevilla en el como puerto de salida de la Flota de Indias

La Flota de Indias o Flota del Tesoro fue el nombre con el cual se conoció a la flota española destinada al virreinato de la Nueva España durante el periodo de dominación hispánica del continente americano. Se distingue de la llamada Flota de los Galeones que se dirigía al virreinato del Perú. La flota estaba compuesta por naves de la Real Armada Española y del monopolio del Real Consulado de Cargadores a Indias. Se impuso por primera vez en 1522 por órdenes del emperador Carlos V (Carlos I de España), y desapareció en 1778 a consecuencia del Decreto de Libre Comercio promulgado por el rey Carlos III. Su salida oficial fue originalmente Sevilla, siendo trasladada al puerto de Cádiz en 1717 por decreto del rey Felipe V. Su arribo final fue el puerto de Veracruz con previa parada en La Habana.

## Historia
El asalto del corsario normando Juan Florín (Jean Fleury) a los galeones españoles enviados desde Veracruz por Hernán Cortés en 1522 obligó a la monarquía hispánica a configurar la defensa de las embarcaciones que cruzaban el Atlántico. Ese mismo año se organizó desde Sevilla un primer convoy formado por naves mercantes y defensivas que se convirtió en el modelo durante los siguientes dos siglos para la configuración de la llamada Flota de Indias. La flota se organizó cada dos años desde Sevilla, partiendo, sin embargo, desde otros puertos más accesibles como fueron Sanlúcar de Barrameda y Cádiz. Su destino final fue el puerto de Veracruz, deteniéndose en La Habana donde se bifurcaba con la llamada Flota de los Galeones con destino a Cartagena de Tierra Firme y Portobelo originalmente pertenecientes al virreinato del Perú, luego al de la Nueva Granada.

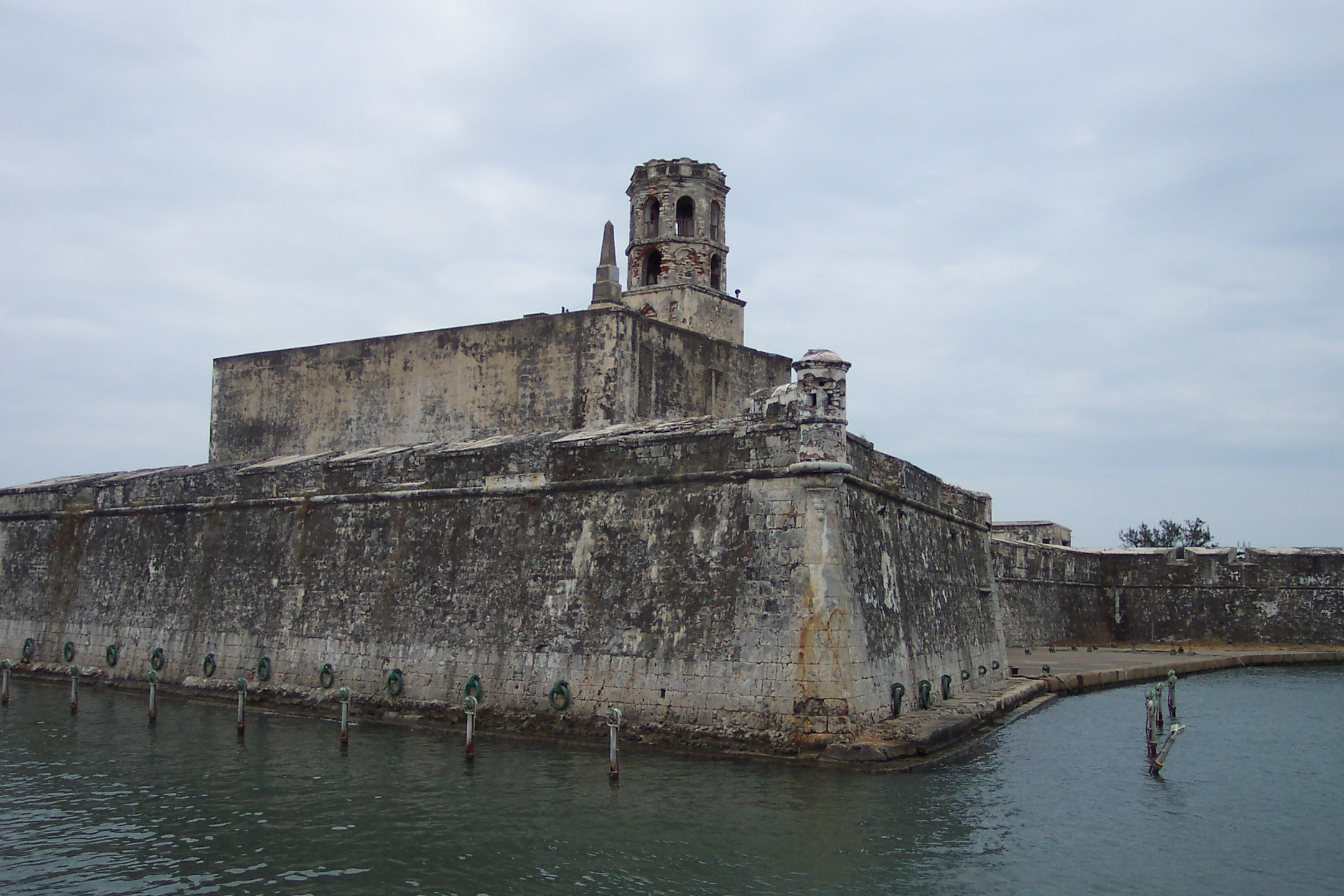
Fortaleza de San Juan de Ulúa en el puerto de Veracruz, destino de la Flota de Indias

A partir de 1565, la Flota de Indias se conectó con el llamado Galeón de Manila, que realizaba viajes anuales entre la Nueva España y Filipinas, monopolizado por el Real Consulado de México. De esa manera se realizó la primera operación transpacífica y transatlántica de la historia, intercambiándose en la Feria de Xalapa los bienes adquiridos en Asia con aquellos provenientes de América y Europa. 
El llamado tornaviaje salía del puerto de Veracruz, reuniéndose con la Flota de los Galeones en La Habana antes de su partida de vuelta hacia Sevilla (o Cádiz).
En 1717, el rey Felipe V decretó el traslado del monopolio transatlántico de Sevilla a Cádiz.
La última Flota de Indias zarpó en 1776 desde Cádiz con destino a Veracruz. En 1778 el rey Carlos III promulgó el Reglamento del Libre Comercio, dando fin al monopolio del transporte marítimo con América, y por lo tanto permitiendo las salidas independientes de naves desde distintos puertos de la península ibérica hacia América, e inaugurando con ello los viajes autónomos "de aviso", que sustituyeron a las flotas.

## Monopolio marítimo
La Casa de la Contratación de Indias fue una institución de la Corona de Castilla que fue establecida por los Reyes Católicos en Sevilla en 1503. Fiscalizaba todo lo relacionado con el comercio con las Indias, Canarias y Berbería, actuaba como escuela de pilotos y tenía funciones judiciales. Entre 1717 y 1790 tuvo su sede en Cádiz.
El Consulado de Cargadores a Indias fue un órgano con funciones judiciales, gremiales, mercantiles, administrativas y financieras de los que comerciaban con el Nuevo Mundo. Funcionó de manera paralela a la Casa de la Contratación de Indias. Fue fundado en 1543. Tuvo su sede en la Casa Lonja de Sevilla y, desde 1717, en Cádiz hasta el momento de su disolución en 1868.

## Naves y cargamentos

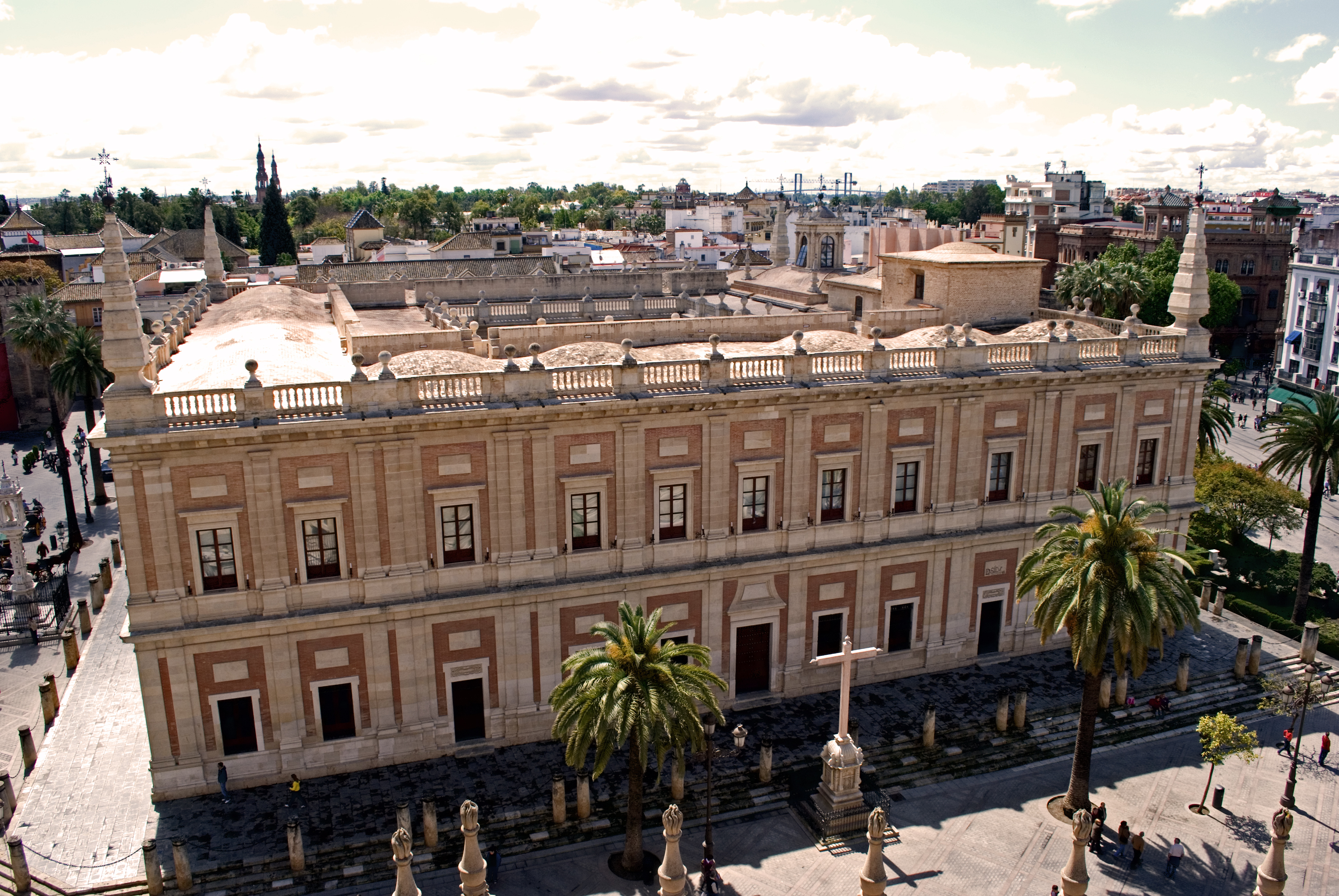
La Casa Lonja de Sevilla, antigua sede del Real Consulado de Cargadores a Indias, actualmente sede del Archivo General de Indias.

En la Flota de Indias se distinguían las naves del Real Consulado de Cargadores a Indias, destinadas al transporte de bienes de uno y otro lado del Atlántico, y aquellas de la Real Armada Española, destinadas a la protección de las primeras, así como a la defensa del espacio marítimo y costero del imperio hispánico. Si bien las naves de la Real Armada estaban tripuladas casi exclusivamente por marinos y oficiales, también viajaron en ellas autoridades del gobierno monárquico destinados a América, así como sus familias y demás miembros de su séquito. En las naves del Real Consulado de Cargadores viajaban el resto de personas destinadas a América (o Europa en el tornaviaje), así como una gran cantidad de bienes de diversos orígenes. En el transporte de personas, abundaron los pasajeros destinados a funciones oficiales de la administración imperial, así como de la milicia y de la iglesia, aunque también los hubo inmigrantes e incluso personas esclavizadas, tanto de origen africano como "morisco" e incluso asiático, empleadas tanto para la misma operación de las naves como para el tráfico esclavista demandado por los centros productivos americanos (en especial minas y haciendas) y el servicio doméstico.
Entre las producciones americanas que más se exportaron a Europa se encontraron metales preciosos (en primer lugar la plata), los tintes y pigmentos (sobre todo grana cochinilla, añil y palo de Campeche), cueros, granos y especias (en especial cacao y vainilla), así como artículos de lujo (como orfebrería, ebanistería, marquetería, laqueados, pinturas, textiles, entre otros). Entre los bienes europeos exportados a América abundó el mercurio (destinado al beneficio de la plata), herramientas y armas, libros, textiles (en especial la seda y los encajes), vino, harina de trigo y artículos de lujo (en especial pinturas, grabados, imaginería religiosa, orfebrería, entre otros).

## El Real Tesoro

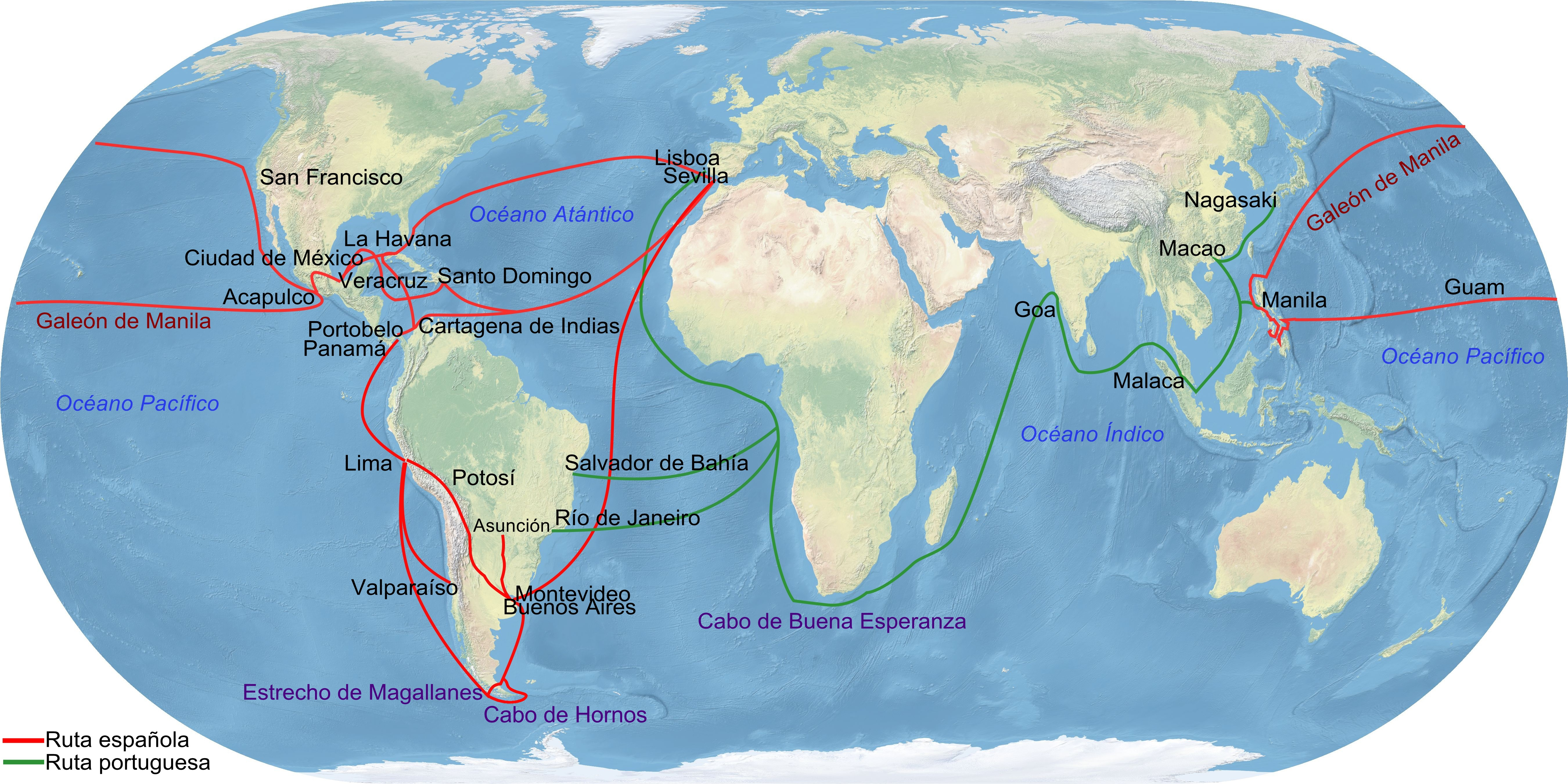
Principales rutas comerciales del Imperio español. En rojo las españolas y en verde las portuguesas.

Junto a los envíos de particulares, la Flota de Indias llevaba a Europa el llamado «quinto real», un impuesto del veinte por ciento (un quinto) de los metales preciosos extraídos que se apartaba en Ciudad de México por el asiento del Real Apartado de Oro y Plata, así como otros impuestos gravados sobre las mercancías cargadas en la flota por particulares. Asimismo, era recurrente que la flota transportara préstamos y donaciones realizadas por prominentes instituciones e individuos de América para sufragar distintos gastos vinculados a la manutención del imperio y su defensa. Todos estos gravámenes se destinaban a las arcas reales, con las cuales se financiaba el aparato burocrático de la monarquía, así como los gastos militares derivados de la defensa de las fronteras y de las continuas guerras europeas.